# Arte dei Fabbri

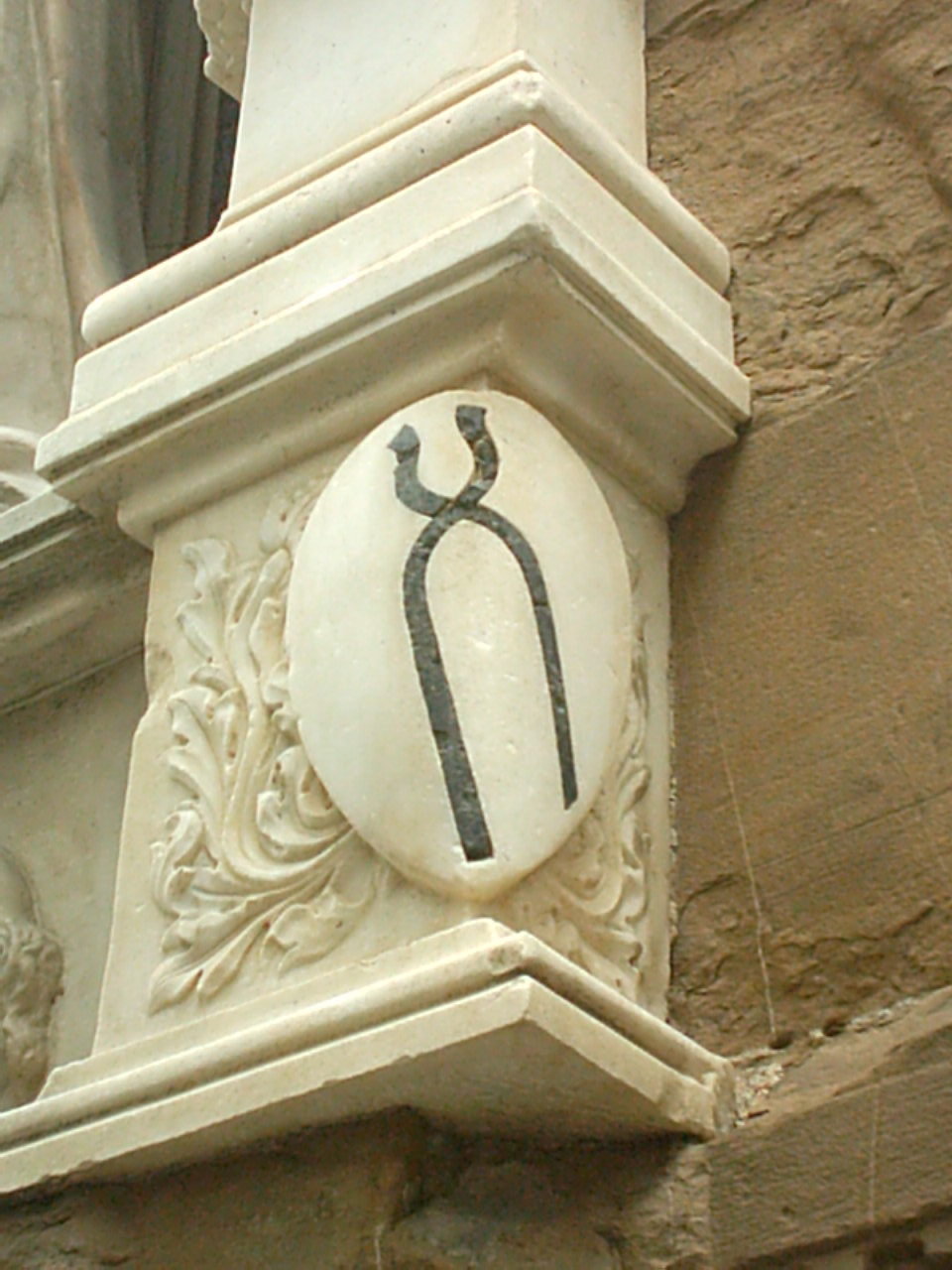
Médaillon de la corporation sur la façade d'Orsanmichele

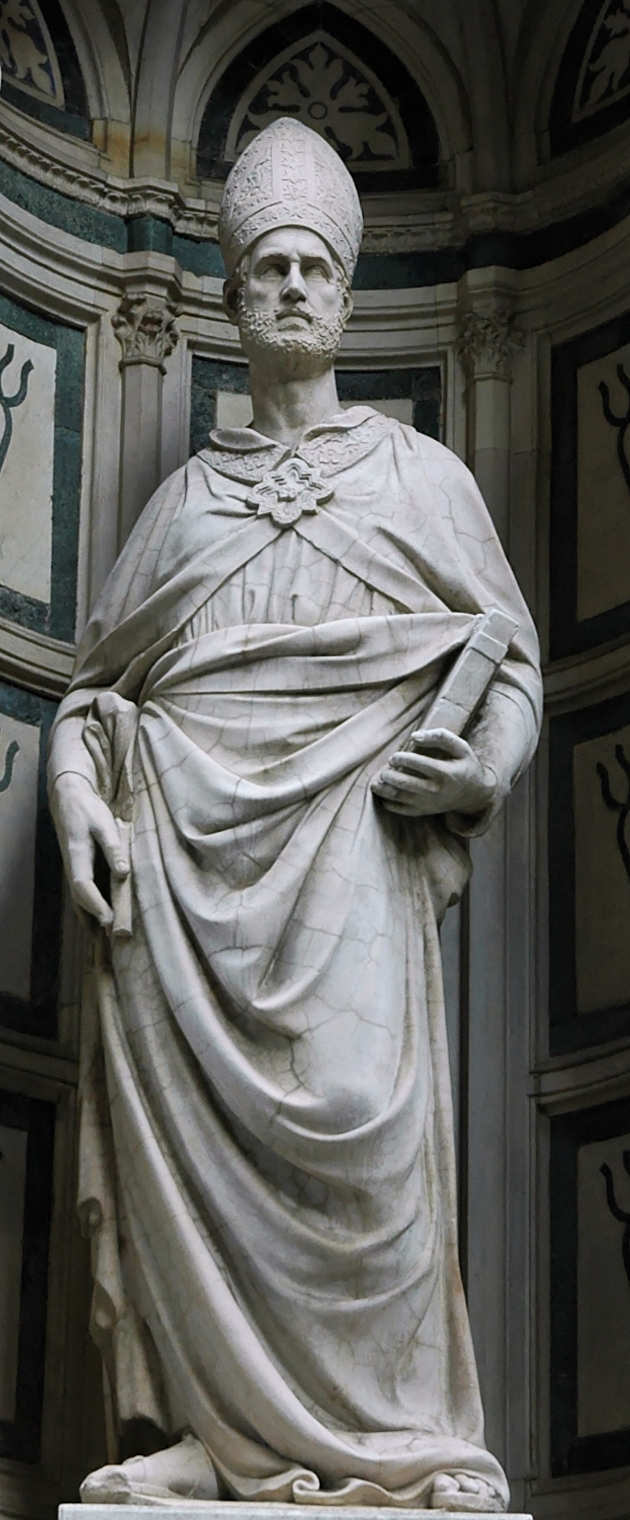
Sant'Eligio de Nanni di Banco

Pour les articles homonymes, voir Fabbri.
L'Arte dei Fabbri e Manescalchi est une corporation des arts et métiers de la ville de Florence, l'un des arts mineurs des Arti di Firenze qui y œuvraient avant et pendant la Renaissance italienne.

## Membres de la corporation
Tous les artisans du travail du fer et du bois, c'est-à-dire les forgerons et métalliers :  fabbri, maniscalchi, fibbiai, spadai, coltellinai e maestri delle cervelliere qui fabriquaient  des outils agricoles, des chaînes, des éperons, des couteaux et des ciseaux.

## Saints  patrons
- San Zanobi, un des plus anciens saints patrons de la ville de Florence
- et  Sant'Eligio, représenté par une statue de Nanni di Banco dans une des niches (tabernacoli) de l'église d'Orsanmichele.

## Héraldique
Tenailles noires en bande sur champ blanc.

## Membres illustres
À l'Arte  fut inscrit Niccolò Gros dit le « Caparra », auteur des porte-flambeaux en fer forgé posés aux angles du Palais Strozzi. Le surnom de « Caparra » lui vient du fait qu'il ne commençait aucun travail s'il ne recevait pas d'abord un acompte (caparra).

## Sources
- (it) Cet article est partiellement ou en totalité issu de l’article de Wikipédia en italien intitulé « Arte dei Fabbri » (voir la liste des auteurs).